# 京都市交通局800形電車
京都市交通局800形電車（きょうとしこうつうきょく800がたでんしゃ）は、京都市電の路面電車である。戦後、1950年から1955年にかけて90両が製造された。

## 概要
戦前から戦時中にかけて10m級2軸ボギー車である600形の増備を続けた京都市電は、戦後、激増する乗客に対処するため、14m級大型3扉車である1000形の増備を進めた。
しかし、1000形は閑散時間帯の輸送効率の点で難があるため、ラッシュ時には絶大な効果を発揮したものの必要な数が揃うとそれ以上の量産は輸送力過剰となる問題があり、かといって600形は閑散時間帯でも戦後の輸送状況においては若干輸送力が不足し、いずれの形式でも帯に短したすきに長しの状態に陥っていた。
そこで両形式の間を取り、これら2形式の全長を足して2で割った12m級車体を採用する本形式の製造が、1000形第1陣の竣工間もない1950年に計画された。
本形式は、この当時まだ残存していた2軸単車群を淘汰する目的で製造され、戦後安定期に入ってからの京都市電の路線状況に良く合致したため、合計90両が以下の通り製造された。
- 1950年4月7日竣工

801 - 825
川崎車輌製
826 - 845
近畿車輛製
846 - 850
帝國車輛工業製
851 - 855
汽車製造製
- 1951年5月竣工

856 - 860
ナニワ工機製
- 1952年12月5日竣工

861 - 865
ナニワ工機製
- 1953年4月27日竣工

866 - 870
愛知富士産業製
- 1954年5月11日竣工

871 - 878
ナニワ工機製
879・880
飯野重工業製
- 1955年12月22日竣工

881 - 890
ナニワ工機製
なお、広島電鉄（800形）と伊予鉄道（モハ50形）には、本形式のメーカーの1社であるナニワ工機が本形式の設計を若干手直しして製造販売した派生モデルが存在する。

## 車体
車体は600形を12m級に引き延ばした形状の張り上げ屋根半鋼製車体を基本とする。
窓配置はD(1)7(1)D（D：客用扉、(1)：戸袋窓、数字：窓数）で、窓の上下に補強用のウィンドウヘッダー・ウィンドウシルと呼ばれる帯板が露出して取り付けられているが、半丸鋼棒を使用した600形とは異なり、単純な帯板を使用し、さらにウィンドウヘッダー上部の水切りを兼ねたカッターラインを省略している。
801 - 865では側面の腰板を台車間で垂下させて機器を隠した、戦前・戦中竣工の600形に準じたスタイルが採用されたが、間接自動制御器や電動発電機を搭載した866以降では、この部分を切り取った通常の形態に変更されている。
客用扉は片引戸で、側窓は下段上昇式、その下段には保護棒が1本取り付けられている。
妻面は600形のデザインを継承して傾斜角のついた緩やかな丸妻流線型構造となっているが、左右の妻窓上部には1000形と同様に通風器のルーバーが設置され、フェンダー・ストライカーはこれも1000形に準じて500形以前と同様の金属製の救助網に戻されている。
ただし、最終生産グループである881 - 890については900形量産開始後の製造であるため、後述する蛍光灯の採用や中央を大きくして乗務員の視界を改善した妻窓など、同形式の設計が一部取り入れられている。
座席は全車ロングシートで、室内灯は801 - 880が直流電源による管球（白熱電球）、881以降が交流給電が可能な電動発電機による蛍光灯となっている。
塗装は上半分がクリーム、下半分がグリーンのツートンカラーで、近畿車輛製の20両に限っては、車番の字体が名古屋市電と同じスタイルになっている。

## 主要機器
竣工時期の近い600形戦後竣工グループや1000形と同様の機器を搭載するのが基本であるが、新構想に基づく従来にない構造の軸箱支持機構を備えた台車のテストベッドとしての役割を果たし、さらに1953年から1954年にかけて竣工した866 - 880の15両では、設計当時日本の各都市でPCC車や準PCC車が製作されつつあったのに影響を受けて制御器やブレーキについても新しい設計が導入されている。

### 主電動機
801 - 865・881 - 890では1000形や600形の戦後竣工グループで採用されたのと同じ、路面電車用規格形直流直巻整流子電動機であるSS-50を、866 - 880についてはSS-50に代えてその上位モデルに当たるSS-60を、それぞれ各台車に1基ずつ吊り掛け式で装架する。 
歯数比は4.21(59:14)で統一されている。
なお、881 - 890に装架されたSS-50は新品ではなく、1000形が主電動機をより強力なSS-60へ換装した際の発生品を流用している。

### 制御器
801 - 865・881 - 890では三菱電機KR-8直接制御器を搭載する。
これに対し、866 - 870では三菱電機AB44-6-MDC、871 - 880では同じく三菱電機AB72-6MDを搭載する。これら2種はいずれも本体となる主制御器を床下に搭載し、電動発電機による直流低圧電源で駆動される電動カム軸式のスイッチ機構を備え、さらにう内部的な制御段をリミッタ・リレーによる限流値の監視で自動的に進段させることで円滑な加速を実現する、いわゆる間接自動制御器である。これらの制御器の駆動電源は866 - 870が三菱電機MG-32-Sを、871 - 880が東芝CLG-109を、それぞれ搭載する。いずれも直流のみを給電可能なタイプである。
直接式のKR-8では、2基の主電動機を抵抗制御するだけではなく直並列制御も行うが、間接自動制御器である2種のAB制御器では2基の主電動機は永久並列接続としており、運転台に搭載された主幹制御器に設けられた力行指令用ノッチ数は4段である。
なお、881 - 890についてはコストダウンのために同車が置き換え対象とした200形2軸単車からの廃車発生品のKR-8を搭載して竣工しているが、交流蛍光灯用電源として搭載した電動発電機をあえて交直両用仕様で間接自動制御器への給電が可能な設計の三菱電機MG-44DSとしており、ブレーキ弁もセルフラップ弁であるSA-2を採用しているため、必要なときに間接自動制御車へ改造可能となっている。

### 台車

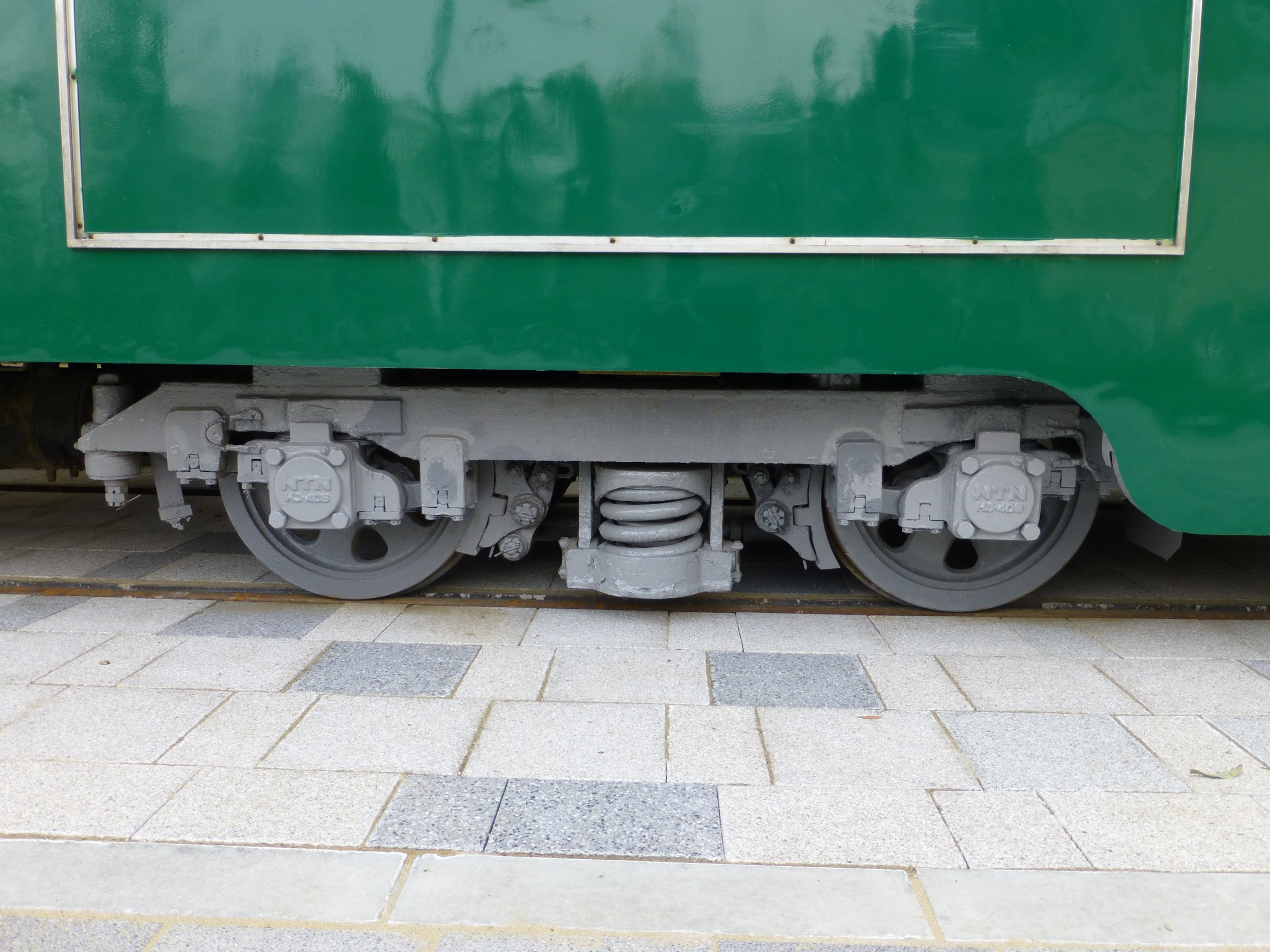
890に装着されているMD201台車

以下の各形式が採用されている。
扶桑金属工業KS-40J
J.G.ブリル社製Brill 77Eを模倣して設計された、鋳鋼製台車枠を備える軸ばね台車。枕ばねは線路方向に配置された重ね板ばねを用いる。
801 - 805・816 - 820、826 - 855、861 - 875に装着されている。
なお、866以降については社名変更により住友金属工業名義での納品となる。
中日本重工業MD6
第二次世界大戦後、国鉄鉄道技術研究所が主導し、メーカー各社が参加して開発が進められた高速電車用新型台車の一つ。軸箱をスイングアームで支持する短腕式軸梁台車であるが、同様の構想に基づく川崎車輌OK形台車とは異なり、スイングアームの支点を枕木方向の横動を許容するトーションバーで支持する、特徴的な機構を備える。
806 - 815・821 - 825・856 - 860・876 - 880の各車に装着されている。
なお、こちらも社名変更が実施されたため、876以降については新三菱重工業名義での納品となる。
新三菱重工業MD201
段違い平行リンクで軸箱を支持する平行リンク式台車。京都市電としては初の全溶接構造台車枠を備え、枕ばねはスイングリンクにより吊り下げられた揺れ枕上のコイルばねを用いる。まくらばねは二重構造で防振ゴムを併用する。
881 -　890に装着されている。

### ブレーキ
ブレーキはいずれもシンプルなSM-3直通ブレーキであるが、ブレーキ弁は801 - 865が通常型のPV-3、866 - 890がセルフラップ弁のSA-2を搭載する。
空気圧縮機としては、全車ウェスティングハウス・エレクトリックDH-16の同等品を床下に搭載する。

### 集電装置

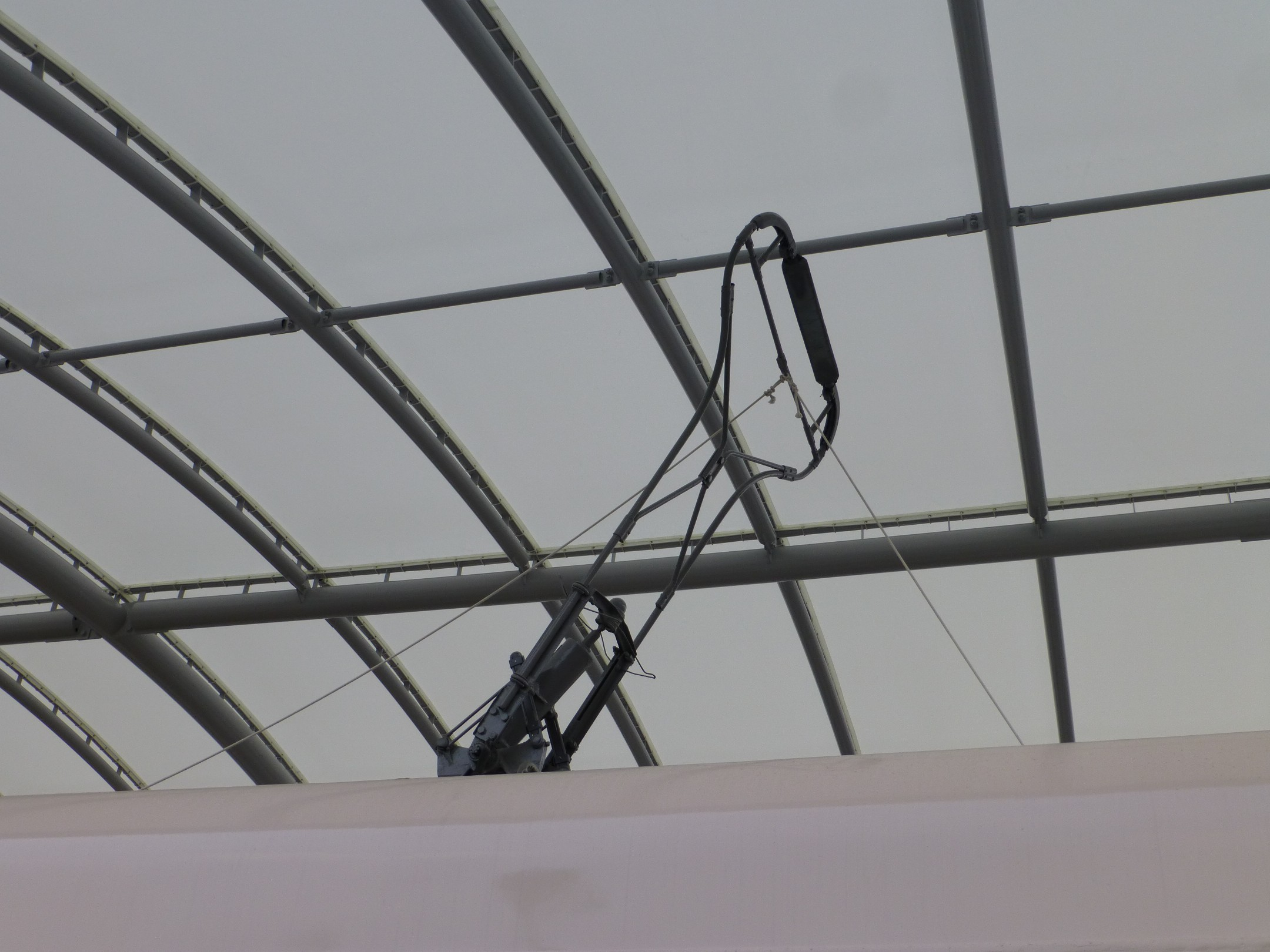
890のビューゲル

集電装置は801 - 880がトロリー･ポール、881 - 890がビューゲルを搭載して竣工している。

## 運用
801 - 865、866 - 880、881 - 890の3グループでそれぞれ異なる経緯をたどった。

### 801 - 865
通常構造で特に保守上の制約もなかったため、標準軌間の各線を担当する全車庫に配備され、全線区で運用された。
1955年に集電装置をトロリー・ポールからビューゲルに変更、1963年から1966年にかけて一部の台車軸受を平軸受からコロ軸受へ交換している。
また、窓枠の腐朽にともなうアルミサッシへの交換も一部で実施されている。
なお、801は1954年に日立製作所HS-532-B6交流電動発電機を搭載して蛍光灯試験車となり、900形以降での蛍光灯本格採用に貴重なデータを提供している。
1968年からのワンマン化改造工事の際には全車が対象車となっている。

### 866 - 880
機器の特殊性から当初、全車が烏丸車庫に集中配置された。これは以後、900形や700形などの間接制御車が全て同車庫に配置されるきっかけとなっている。
1961年2月から1966年6月にかけて、一時全車の車輪がSAB型弾性車輪と呼ばれる防振構造の車輪に交換されていた。これは車輪のディスク部に防振ゴムを挟んで多数のボルト・ナットで締結する構造であり、ナットのゆるみの管理など保守に大変に手がかかったことから、順次通常車輪に戻されている。
1965年には将来のワンマン運転実施を見越して866が改造され、前照灯のシールドビーム2灯化、ワイパーの設置、車内・外スピーカーの設置などが行われた。ただし、後年の1800形とは異なり扉配置は変更されていない。また、この改造の際には制御器をKR-8直接制御器へ交換している。
866 - 870の5両については801 - 865と同じくワンマン化改造工事の対象車となり、1866 - 1870へ改造された。
一方、改造されずツーマンカーのまま残った871 - 880は、875が1970年5月16日付で事故廃車され、残った9両は1971年に九条、錦林の両車庫に転属したが、間接制御車の為早期淘汰の対象となり、1971年7月1日付で全車廃車された。

### 881 - 890
200形2軸単車の淘汰を目的として製造され、壬生車庫に新製投入された。
1957年に888が試験的にZパンタグラフを搭載、この結果を基に1958年4月から竣工開始した700形でZパンタグラフが正式採用された。ただし、888そのものは700形の初期車竣工と前後して1958年4月にビューゲルに戻されている。
本グループは1972年1月22日の千本・大宮線および四条線の廃止に伴う壬生営業所の廃止まで壬生車庫に配置され、その後881 - 885が九条車庫へ、886 - 890が錦林車庫へ分散配置となったが、881・882・884・886・888の5両は1973年2月1日付で廃車された。
残る5両は、ツーマン運用の存在した烏丸線を中心に使用されたが、1974年3月31日の烏丸線廃止でツーマン専用車が運用終了となったため、700形や900形ツーマン専用車とともに、1974年4月1日付で全車廃車された。

### ワンマン化改造
1968年からのワンマン化改造工事に際しては、800形のうち801 - 870がその対象となり、1800形1801 - 1870に改造された。
間接自動制御車が主体の871以降は諸事情により改造工事から漏れ、間接自動制御車であったが改造対象となった867 - 870については、1000形などからの機器流用でKR-8制御器+PV-3ブレーキ制御弁搭載の直接制御車に改造され、集電装置もビューゲルに交換されている。
このうち、866は前述の通り1965年にワンマン化に向けたテスト改造が施工されていたが、1866への改造に際して他の改造車と仕様を揃えられている。
なお、主電動機のうちSS-50搭載車については後年700形等からの廃車発生品のSS-60に順次交換されており、1800形各車の最終的な電気的仕様はほぼ統一されていた。
ワンマン化改造に当たっては後部扉を閉鎖して中央に降車扉を新設、窓配置がD(1)2(1)D31に変更され、前照灯が白熱灯1灯からシールドビーム2灯に変更されて前面上部左右に振り分けられ、さらに旧前照灯取付位置付近に行灯式のワンマンカー表示が掲げられた。また、直接制御車故に電動発電機を搭載していなかった865以前についてはワンマン機器の給電用として電動発電機が追加搭載されている。
この電動発電機は直流用の三菱電機MG-34-Sと交流用の東芝CLG-306が混在しており、ワンマン機器は直流電源であるためCLG-306搭載車については変圧整流器を搭載してMG-34-Sと同一の出力が得られるようにしている。
室内灯は直流電動発電機搭載車が混在していたこともあって種車の管球を引き続き使用しており、蛍光灯試験車であった801についても管球に戻している。これは全廃までそのままであった。
なお、扉位置の移設以外の改造メニューは600形→1600形のそれを踏襲している。
ワンマン化後、労働組合との交渉が完了するまで暫定的にツーマンカーとして使用され、その後も一部が暫定ツーマンカーのまま使用されたが、1972年12月までにワンマンカーに復帰した。
製造後約20年が経過した1970年代前半には腐朽が目立った客用扉の軽合金製扉への交換が腐朽の度合いに応じて実施され、戦後すぐの粗製濫造で痛みが深刻となっていたKS-40J装着車の枕ばねが交換された。また、800形時代から施工が始まっていた軸受のローラーベアリング化や主電動機のSS-60への換装も順次実施されている。
1840が1971年に事故廃車となったものの、残る69両が1900形と共に主力車として使用され、1977年の河原町線廃止で26両が廃車となったものの、残る43両は1978年9月末の京都市電の終焉まで在籍した。

## 譲渡車両
1844 - 1870のうち6両（1844・1866 - 1870）が阪堺電気軌道（本社：大阪市住吉区、南海電気鉄道の子会社）に払い下げられて同社のモ251形251 - 256となり、主に朝のラッシュ時に運用された。しかし、市電時代は直接制御の手堅い設計が市電の運転士に歓迎された同車も、鉄道線に準じた高速運転を主体とし間接制御車が多数存在した阪堺においては逆に低性能の烙印を押され、思うような活躍が出来ないまま1995年までにモ701形の増備などで全廃されている。

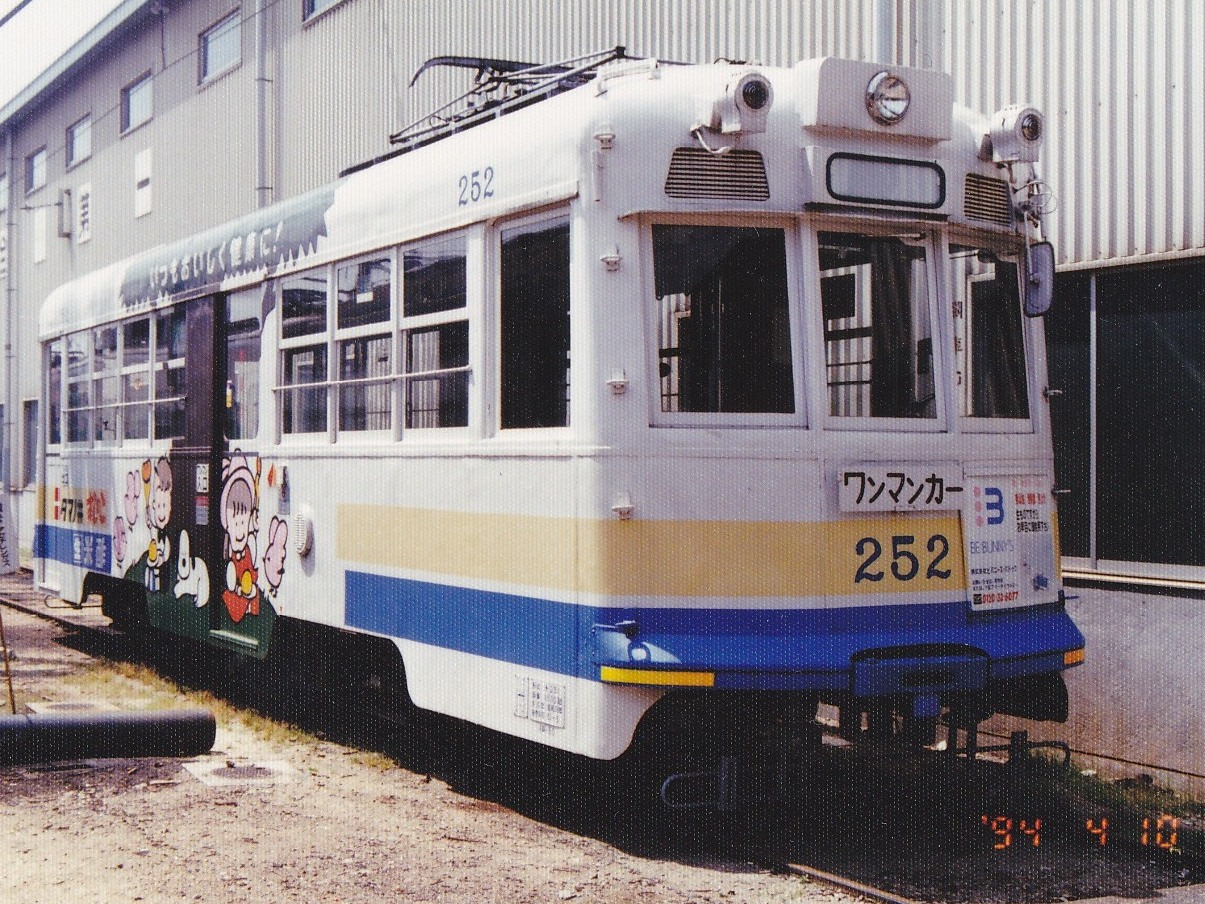
あびこ検車区に留置中の阪堺モ252（元1866）（1994年4月10日撮影）
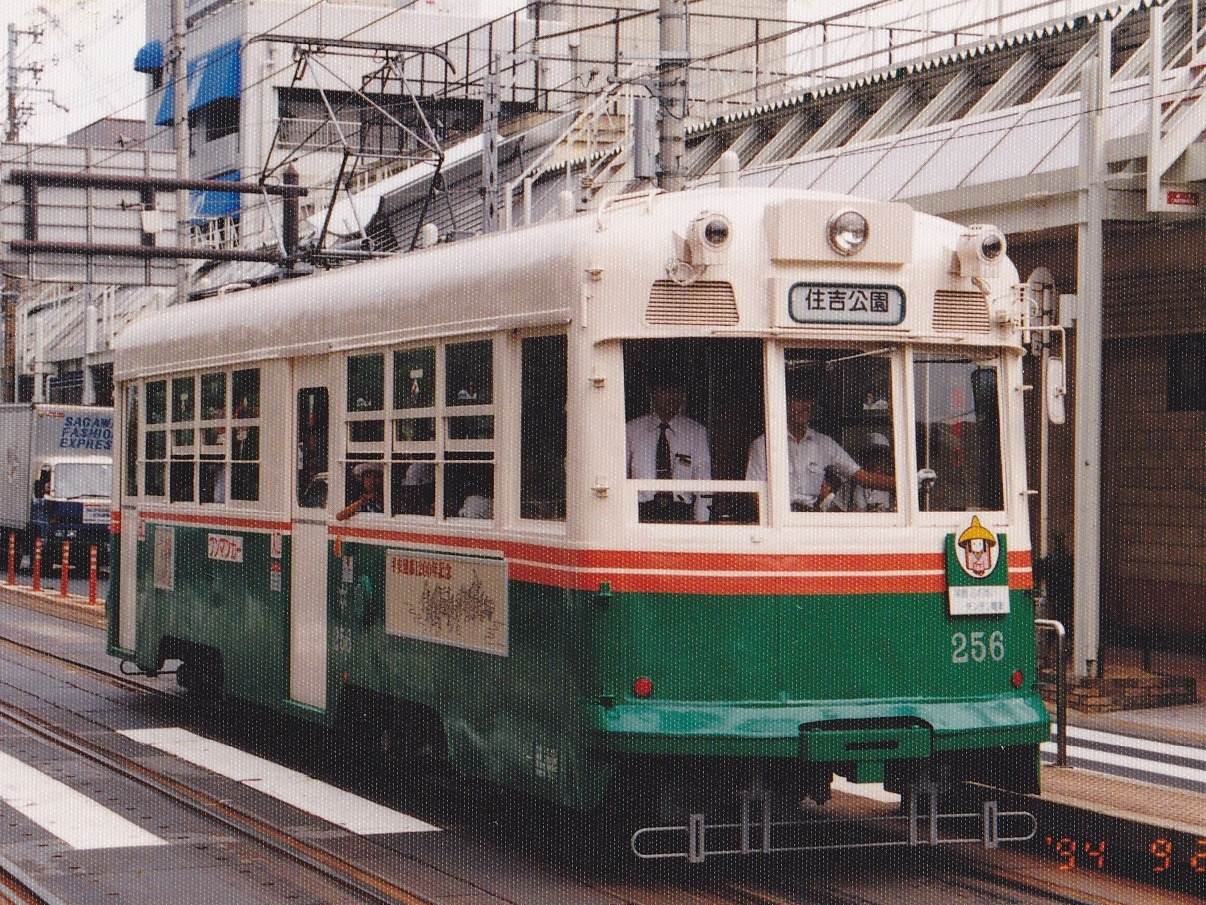
平安遷都1200年記念で京都市電塗装に復元された阪堺モ256（元1870）（1994年9月24日撮影）

## 保存車両
800形としては、ラストナンバーの890が交通局の保存車に選定され、保管されたのち、2014年3月8日からは梅小路公園の「市電ひろば」に展示されている。交通局で保管されていた当時は座席のモケットはえんじ色であったが、梅小路公園への移設後は青色に取り替えられている（下記ギャラリー写真を参照）。
一方1800形は京都市電廃止後、少なくとも20両が学校・保育園・公園・または個人などに譲渡され静態保存ないし再利用された。
もっとも、その後劣化が進み廃棄されたものも多い。比較的保存状態が良好なものの一つとして、トップナンバーである1801が京都市左京区の「京都コンピュータ学院北白川校」敷地内に2600形2603とともに展示されている。また、大宮交通公園に保存されていた1860は、2015年に岡崎公園に移設され、同年12月5日より観光案内所として使用された。しかし、移転・再活用から5年あまりが過ぎた2021年4月、京都市は「ウェブサイト等の他の情報発信機能が充実したことや，車両の老朽化等」を理由に、案内所としての使用を停止して民間への譲渡をおこなう予定であることを明らかにした。その後、大阪府交野市の霊園に移設された（同所には以前大宮交通公園に保存されていた狭軌1形1号も移設されている）。
公園に保存されたものの中には電車児童館（第二種児童館）として活用されたものもあったが、第一種児童館（一般の建物がある児童館）の整備に伴い電車児童館を閉館することとなり、そのほとんどが廃棄されてしまった。唯一西京区樫原のちびっこひろばで児童館として使用されていた1849は、樫原児童館の新築による電車児童館閉館後、ひろばが京都市の「地域のコミュニティひろば再生プロジェクト」のモデルひろばに指定され、地域住民と協力してひろば整備の取組が行われたことにより、電車が地域の集会所として活用されるようになっただけでなく、遊具の再配置と同時に、電車が電停に停車しているような形に整備されている。
阪堺電軌モ251形のうちモ256（旧1870）は京都市電塗装に復元され同社の我孫子道車庫で動態保存の形で留置されている（ただし、会社側によると「積極的に保存しているわけではなく、売却先が現れるまでの保管である」としている）。モ255（旧1869）はアメリカ合衆国アリゾナ州のツーソンにあるオールド・プエブロ・トロリーに再度譲渡され、新造当時の800形869に復元されて動態保存されている。塗装は京都市電の塗装であるが、前照灯はオリジナルの前頭上部ではなく腰板部に埋設されている（俗に言う「ヘソライト」）ほか、集電装置はやぐらの上に設置されたパンタグラフとなっている。

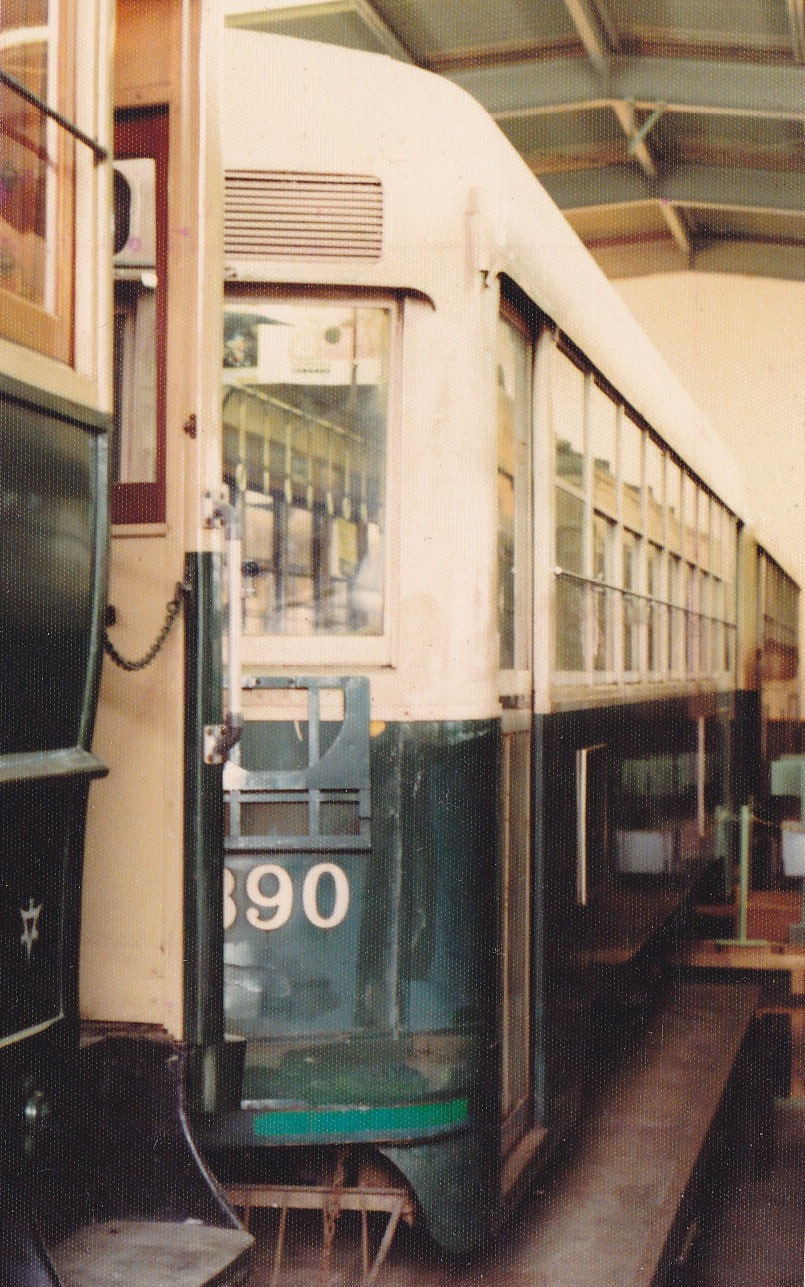
旧烏丸車庫に保存されていた頃の890（1982年6月1日撮影）
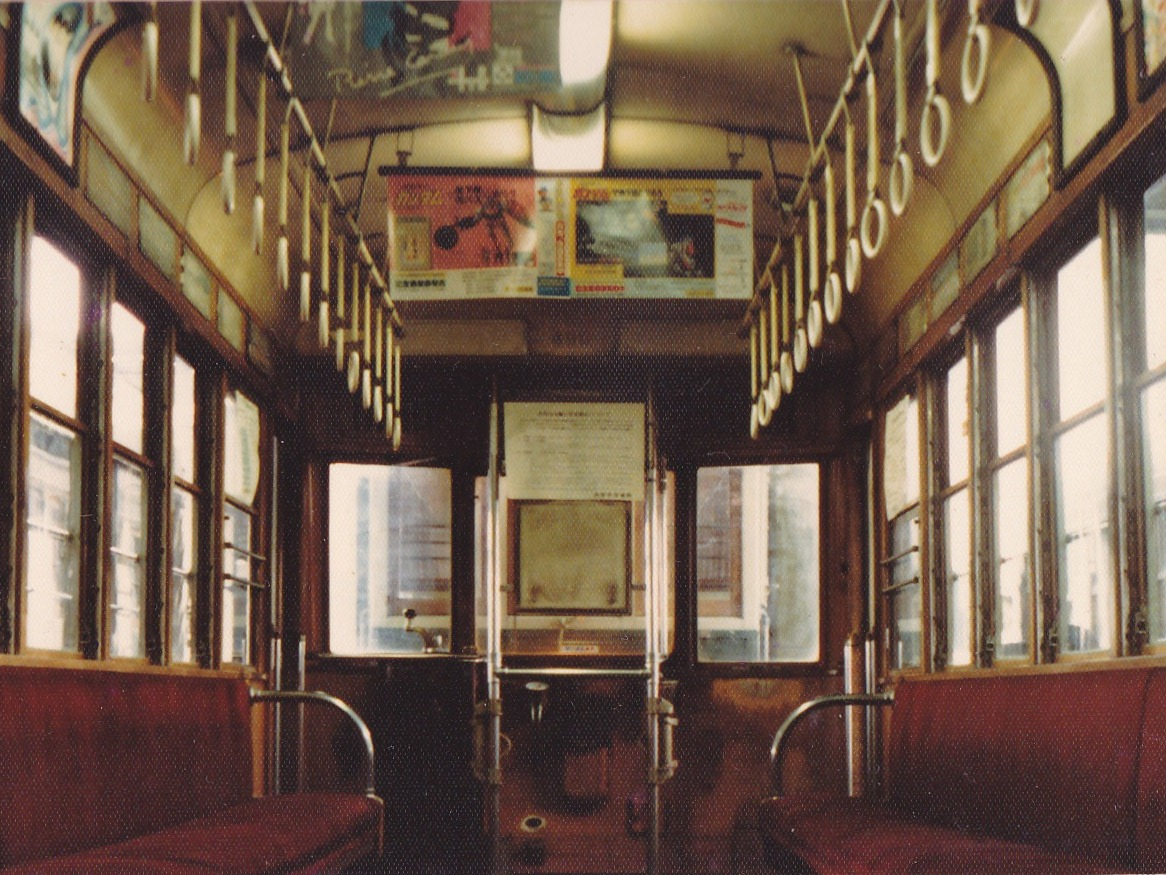
旧烏丸車庫に保存されていた頃の890の車内。廃車当時のまま（1982年6月1日撮影）
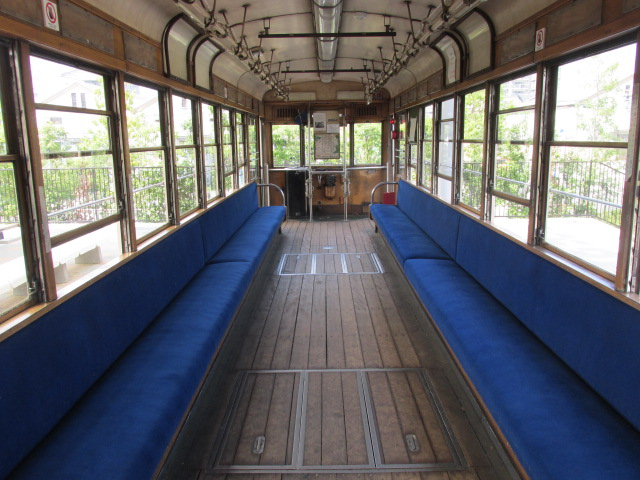
梅小路公園で保存中の890の車内（2015年8月10日撮影）
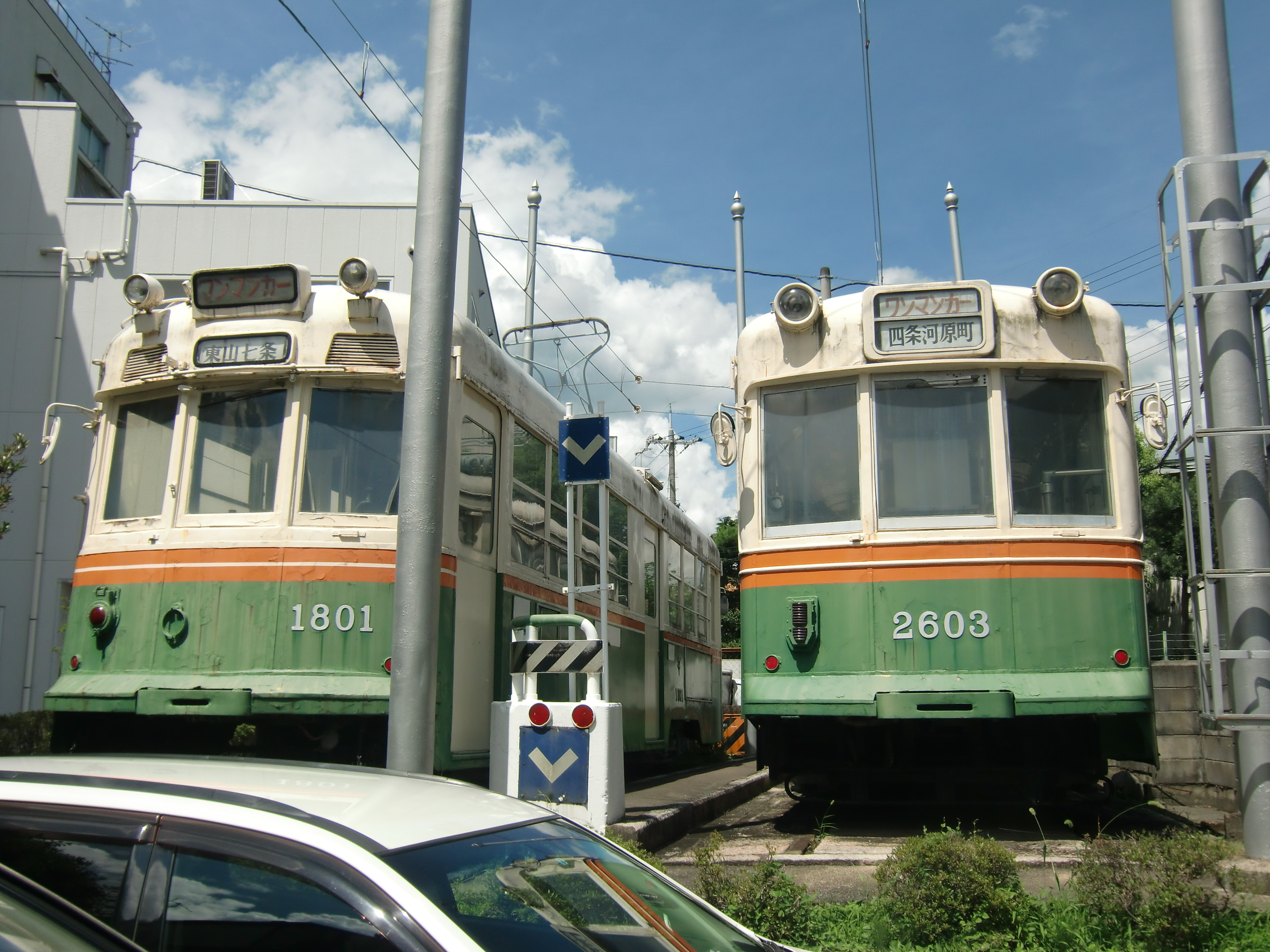
京都コンピュータ学院で2603と並んで保存されている1801（2012年8月23日撮影）
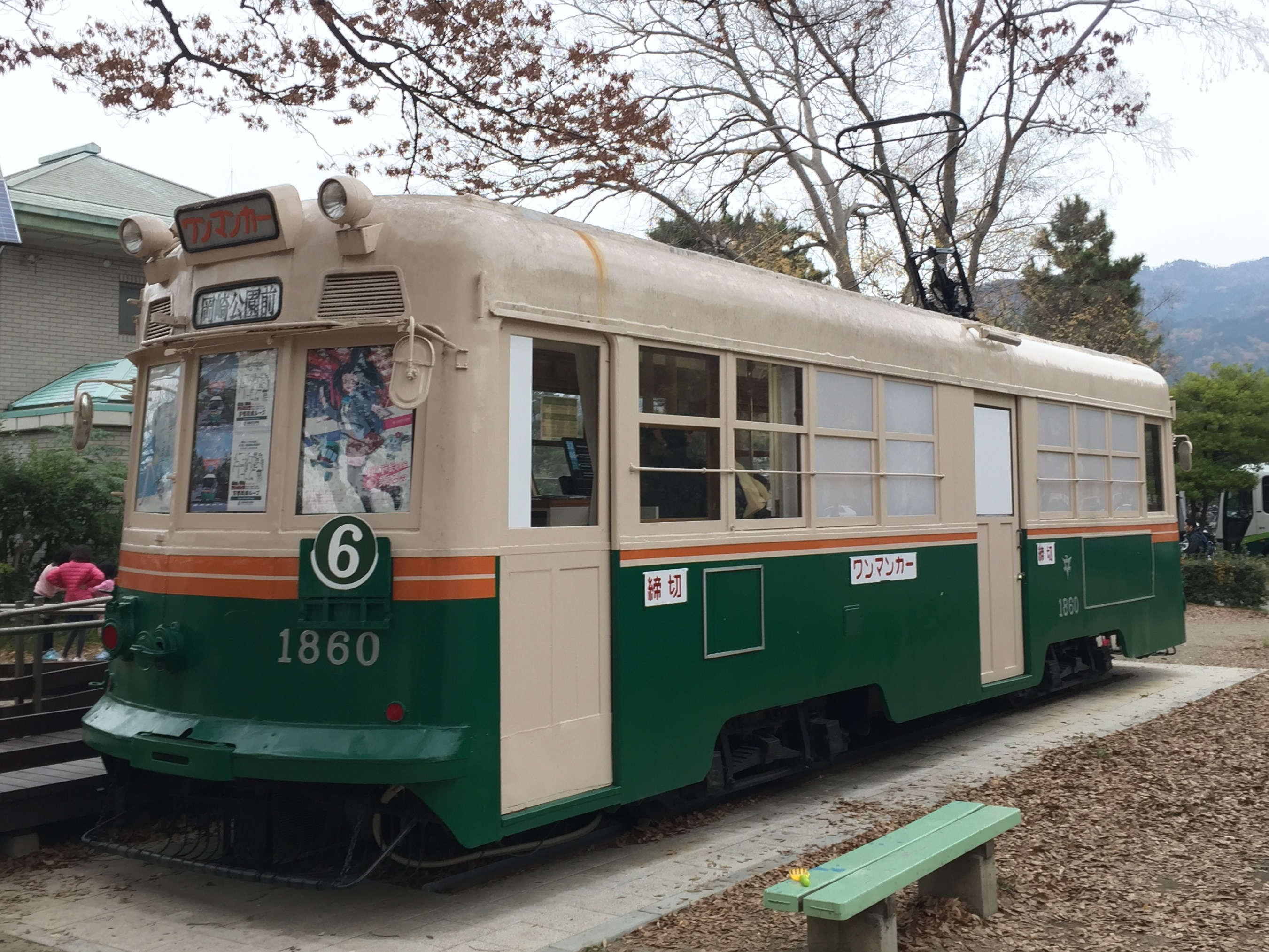
岡崎公園の「岡崎・市電コンシェルジュ」になった1860（2016年12月4日撮影）2021年10月現在は大阪府枚方市の「ハピネスパーク牧野霊園」に保存されている。
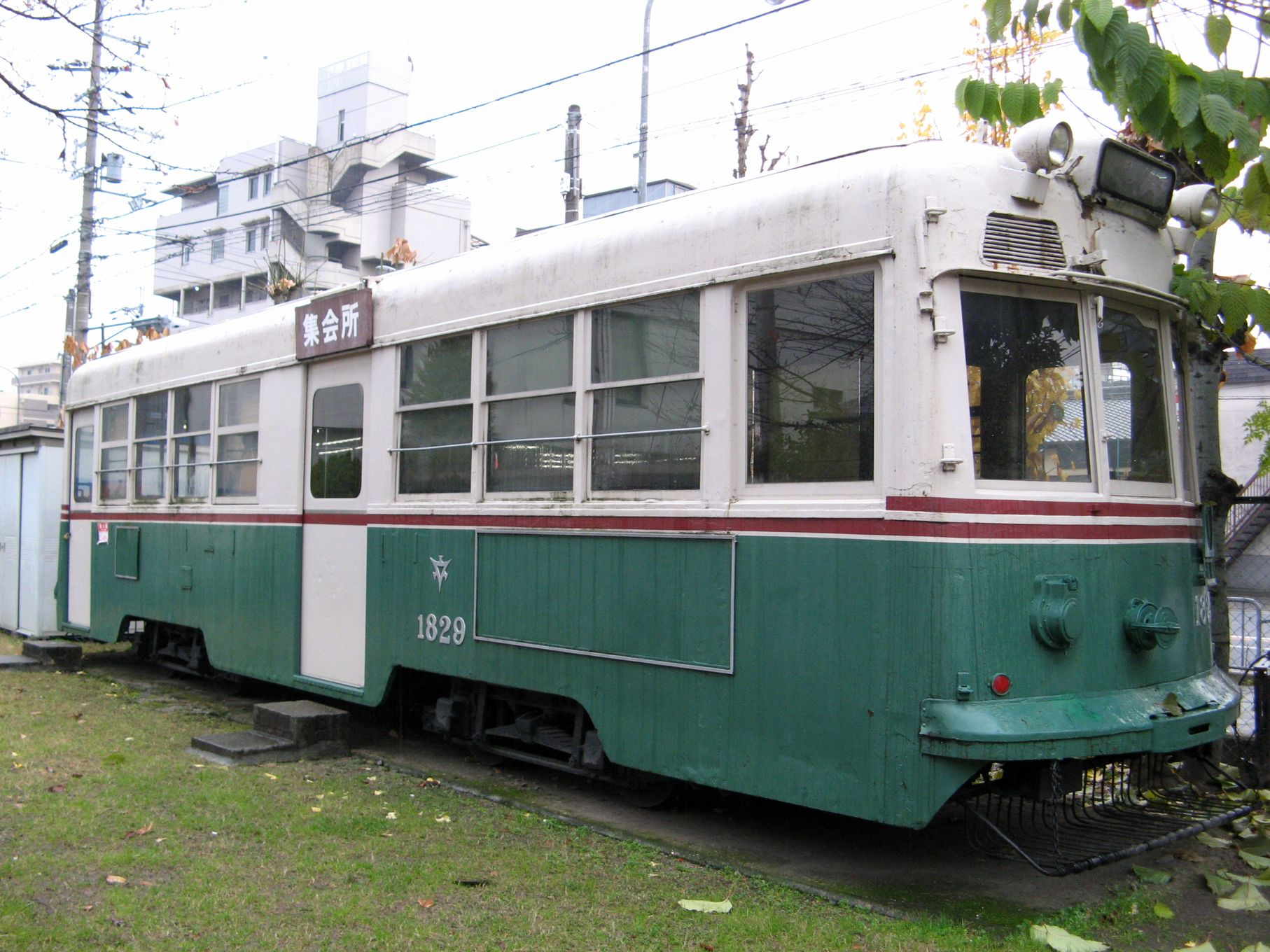
1829号は伏見区柴田屋敷町（近鉄伏見駅前）で集会所として保存されている（2007年12月撮影）
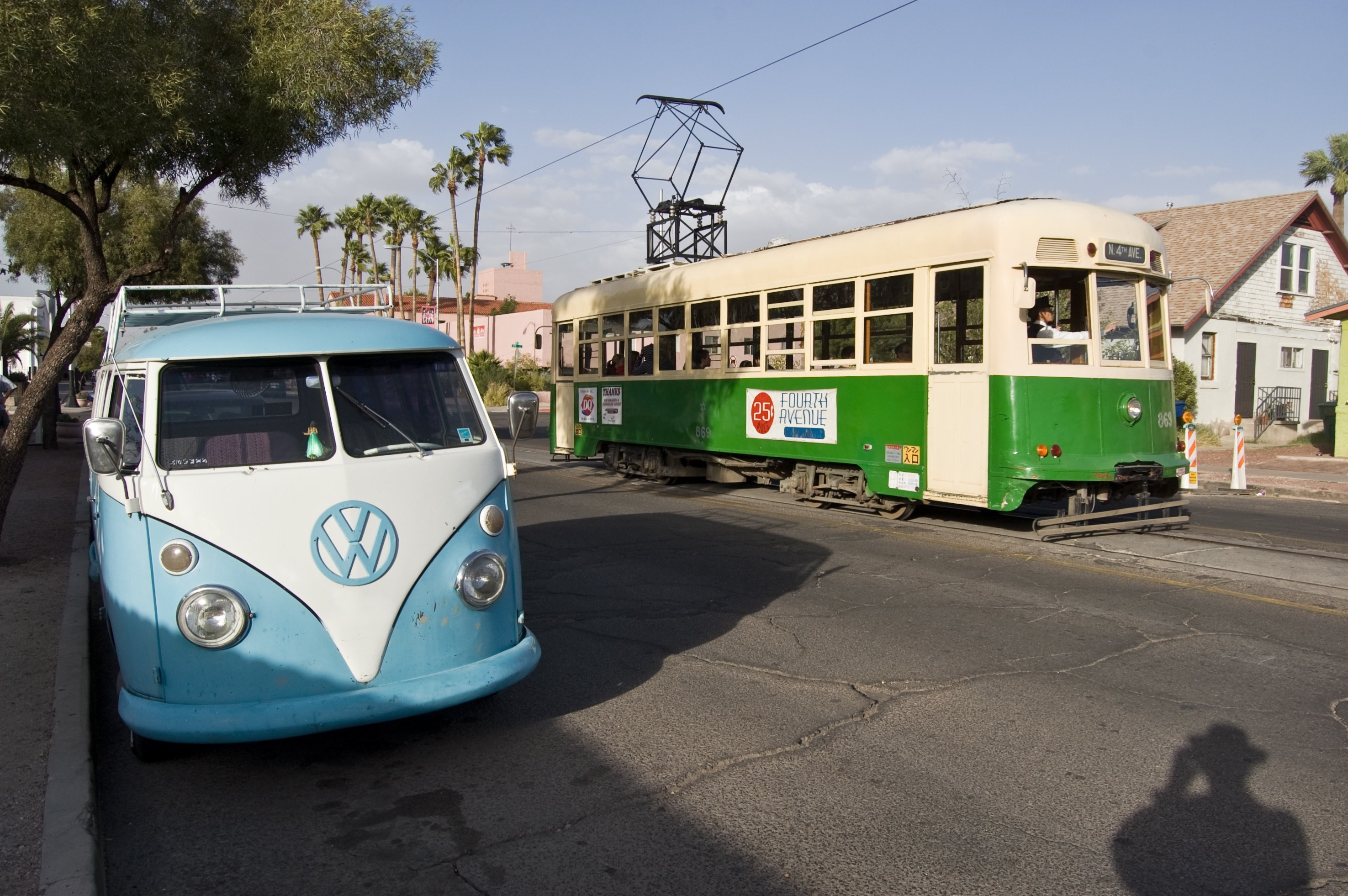
オールド・プエブロ・トロリーの869